# María Pérez (marciatrice)
María Pérez García (Orce, 29 aprile 1996) è una marciatrice spagnola.
In carriera è stata campionessa mondiale nella 20 km e 35 km a Budapest 2023 e nella 20 km agli europei di Berlino 2018, nonché vincitrice della medaglia d'argento agli europei under 23 di Bydgoszcz 2017.

## Biografia
Originaria di Orce, si appassiona alle corse su lunga distanza sin da bambina.
A partire dalla stagione 2017 la spagnola inizia a focalizzarsi nella 20 km: la sua prima gara dell'anno la vede impegnata nella Coppa Europa di marcia, svoltasi nella città di Poděbrady, dove si classifica in sesta posizione con un tempo di 1h30'52".
L'11 agosto 2018 si laurea campionessa nella 20 km agli europei di Berlino 2018 tagliando il traguardo con un nuovo personale di 1h26'36" (nuovo record dei campionati), davanti alla ceca Anežka Drahotová (1h27'03") e all'italiana Antonella Palmisano (1h27'30"). Nel 2023 conquista invece due medaglie d'oro ai mondiali di Budapest, sia nella 20 km (in 1h26'51") sia nella 35 km (in 2h38'40", nuovo record della competizione).
Ha preso parte ai Giochi Olimpici di Tokyo, dove è giunta al quarto posto nella gara dei 20 km di marcia con il tempo di 1h30'05", arrivando a soli otto secondi dalla medaglia di bronzo di Liu Hong. Ai Giochi olimpici estivi di Parigi 2024 ha invece vinto l'argento nella marcia 20 km e l'oro nella staffetta mista.

## Progressione

### Marcia 5000 m
| Stagione | Tempo    | Luogo        | Data      | Rank. Mond. |
| -------- | -------- | ------------ | --------- | ----------- |
| 2018     | 20'38"16 | Granollers   | 14-7-2018 |             |
| 2017     | 21'25"25 | Cartagena    | 6-5-2017  |             |
| 2016     | 21'40"71 | Alcobendas   | 18-6-2016 |             |
| 2015     | 23'10"29 | L'Hospitalet | 13-6-2015 |             |
| 2014     | 22'26"07 | Valencia     | 17-5-2014 |             |
| 2013     | 23'37"76 | Durango      | 23-6-2013 |             |
| 2012     | 24'07"63 | Aranjuez     | 8-7-2012  |             |
| 2011     | 27'03"70 | Alcobendas   | 30-4-2011 |             |

### Marcia 10000 m
| Stagione | Tempo    | Luogo      | Data      | Rank. Mond. |
| -------- | -------- | ---------- | --------- | ----------- |
| 2018     | 44'33"03 | Getafe     | 21-7-2018 |             |
| 2016     | 44'13"83 | Gijón      | 23-7-2016 |             |
| 2015     | 44'19"05 | Eskilstuna | 16-7-2015 |             |
| 2014     | 44'57"30 | Eugene     | 23-7-2014 |             |

### Marcia 10 km
| Stagione | Tempo  | Luogo        | Data      | Rank. Mond. |
| -------- | ------ | ------------ | --------- | ----------- |
| 2018     | 46'27" | Algeciras    | 3-2-2018  |             |
| 2017     | 46'06" | San Fernando | 4-2-2017  |             |
| 2016     | 46'50" | Jumilla      | 23-1-2016 |             |
| 2015     | 47'08" | Murcia       | 17-5-2015 |             |
| 2014     | 46'41" | Taicang      | 4-5-2014  |             |
| 2013     | 49'30" | Murcia       | 3-3-2013  |             |
| 2012     | 51'15" | Saransk      | 12-5-2012 |             |

### Marcia 20 km
| Stagione | Tempo    | Luogo    | Data      | Rank. Mond. |
| -------- | -------- | -------- | --------- | ----------- |
| 2018     | 1h26'36" | Berlino  | 11-8-2018 |             |
| 2017     | 1h29'37" | Londra   | 13-8-2017 |             |
| 2016     | 1h37'41" | Motril   | 28-2-2016 |             |
| 2015     | 1h35'14" | Rentería | 22-3-2015 |             |

## Palmarès
| Anno | Manifestazione             | Sede           | Evento          | Risultato | Prestazione | Note                                     |
| ---- | -------------------------- | -------------- | --------------- | --------- | ----------- | ---------------------------------------- |
| 2013 | Mondiali allievi           | Donec'k        | Marcia 5 000 m  | 7ª        | 23'48"11    |                                          |
| 2014 | Mondiali juniores          | Eugene         | Marcia 10 000 m | 5ª        | 44'57"30    | Miglior prestazione personale stagionale |
| 2015 | Europei juniores           | Eskilstuna     | Marcia 10 000 m | 4ª        | 44'19"05    | Miglior prestazione personale stagionale |
| 2016 | Campionati ibero-americani | Rio de Janeiro | Marcia 10 000 m | Argento   | 45'31"83    |                                          |
| 2017 | Europei under 23           | Bydgoszcz      | Marcia 20 km    | Argento   | 1h31'29"    |                                          |
| 2017 | Mondiali                   | Londra         | Marcia 20 km    | 10ª       | 1h29'37"    | Miglior prestazione personale            |
| 2018 | Europei                    | Berlino        | Marcia 20 km    | Oro       | 1h26'36"    | Record dei campionati                    |
| 2019 | Mondiali                   | Doha           | Marcia 20 km    | 8ª        | 1h35'43"    |                                          |
| 2021 | Giochi olimpici            | Tokyo          | Marcia 20 km    | 4ª        | 1h30'05"    |                                          |
| 2022 | Mondiali                   | Eugene         | Marcia 20 km    | dq        | dq          | TR54.7.5                                 |
| 2022 | Europei                    | Monaco         | Marcia 20 km    | dq        | dq          | TR54.7.5                                 |
| 2023 | Mondiali                   | Budapest       | Marcia 20 km    | Oro       | 1h26'51     |                                          |
| 2023 | Mondiali                   | Budapest       | Marcia 35 km    | Oro       | 2h38'40"    | Record dei campionati                    |
| 2024 | Giochi olimpici            | Parigi         | Marcia 20 km    | Argento   | 1h26'19"    | Miglior prestazione personale stagionale |
| 2024 | Giochi olimpici            | Parigi         | Staffetta mista | Oro       | 2h50'31"    | Record olimpico                          |